# Elysiaca similis
Elysiaca similis är en insektsart som först beskrevs av Oshanin 1879.  Elysiaca similis ingår i släktet Elysiaca och familjen Dictyopharidae. Inga underarter finns listade i Catalogue of Life.